# セントルーシー・メッツ
セントルーシー・メッツ（英語: St. Lucie Mets）は、アメリカ合衆国フロリダ州セントルーシー郡ポートセントルーシーに本拠地をおくマイナーリーグのプロ野球チーム。MLBのニューヨーク・メッツ傘下A-級チームでフロリダ・ステート・リーグ東地区に所属している。本拠地球場はクローバー・パーク。

## 歴史
1985年、フロリダ州デイトナビーチにデイトナビーチ・アイランダーズの名でメジャーリーグ球団の傘下に入らない独立チームとして創設され、選手はテキサス・レンジャーズとボルチモア・オリオールズからレンタルしてチームを成立させていた。翌1986年にはレンジャーズ、デイトナビーチ・アドミラルズに変更した1987年にはシカゴ・ホワイトソックスと提携した。1988年には提携球団がニューヨーク・メッツに変わり、フランチャイズもポートセントルーシーへ移転し、チーム名もセントルーシー・メッツに変更された。

## 過去の主な所属選手

### デイトナビーチ・アイランダーズ時代
- ビリー・リプケン
- ボブ・ミラッキ
- ケニー・ロジャース

### デイトナビーチ・アドミラルズ時代
- ニール・アレン

### セントルーシー・メッツ時代
- リック・アギレラ
- ケビン・タパーニ
- キップ・グロス
- キース・ヘルナンデス
- テリー・ブロス
- クリス・ドネルス
- エリック・ヒルマン
- ブライアン・ギブンス
- アラン・ジンター
- ジェロミー・バーニッツ
- グレッグ・ハンセル
- シド・フェルナンデス
- ビンス・コールマン
- フェルナンド・ビーニャ
- エドガルド・アルフォンゾ
- ジェフ・バリー
- ジョー・クロフォード
- ジェイソン・ハッカミー
- ギレルモ・モタ
- ジェイソン・イズリングハウゼン
- エリック・ラドウィック
- ピート・ウォーカー
- レイ・オルドニェス
- ベニー・アグバヤニ
- オクタビオ・ドーテル
- プレストン・ウィルソン
- エド・ヤーナル
- テレンス・ロング
- メルビン・モーラ
- ディッキー・ゴンザレス
- 徐在応
- ヒース・ベル
- ジョン・フランコ
- ホセ・レイエス
- ジェイソン・ベイ
- アンヘル・パガン
- デビッド・コーン
- トニー・クラーク
- スコット・カズミアー
- デビッド・ライト
- アーロム・バルディリス
- クリフ・フロイド
- タイ・ウィギントン
- 松井稼頭央
- スティーブ・トラクセル
- マイク・キャメロン
- ダグ・ミンケイビッチ
- 石井一久
- フィリップ・ハンバー
- 入来祐作
- ホセ・バレンティン
- ボビー・パーネル
- フェルナンド・マルティネス
- ペドロ・マルティネス
- ダニエル・マーフィー
- ニック・エバンス
- モイゼス・アルー
- オーランド・ヘルナンデス
- ジョシュ・トーリー
- ルーカス・ドゥーダ
- ビリー・ワグナー
- オリバー・ペレス
- ザック・ラッツ
- エリック・キャンベル
- ルイス・カスティーヨ (内野手)
- カルロス・ベルトラン
- 五十嵐亮太
- ジェウリス・ファミリア
- フアン・ラガーレス
- ウィルマー・フローレス
- マット・ハービー
- ザック・ウィーラー
- ゴンザレス・ヘルメン
- ジェイコブ・デグロム
- ラファエル・モンテロ
- T.J.リベラ
- ペドロ・フェリシアーノ
- ジャスティン・ターナー
- ケビン・プラウェッキー
- ハンセル・ロブレス
- ノア・シンダーガード
- ロバート・グセルマン
- スティーブン・マッツ
- セス・ルーゴ
- ギャビン・チェッキーニ
- ブランドン・ニモ
- ポール・シーウォルド
- マイケル・カダイアー
- マイケル・コンフォルト
- ドミニク・スミス
- ヨエニス・セスペデス
- クリス・フレクセン